# アンドルー・マーヴェル
アンドルー・マーヴェル（Andrew Marvell, 1621年3月31日 - 1678年8月16日）は、清教徒革命（イングランド内戦）から王政復古期にかけてのイングランドの形而上詩人、風刺作家、政治家である。1659年から1678年にかけて何度か庶民院の議員となった。イングランド共和国の時期では、ジョン・ミルトンの同僚、友人であった。
マーヴェルの詩は、「はにかむ恋人へ（"To His Coy Mistress"）」といった恋愛の詩から、貴族のカントリー・ハウスや庭を想起して書かれた「アップルトン屋敷に寄せて（"Upon Appleton House"）」や「庭（"The Garden"）」、政治的挨拶である「クロムウェルのアイルランドからの凱旋に寄せるホラティウス風オード（"An Horatian Ode upon Cromwell's Return from Ireland"）」、そして後には個人的かつ政治的風刺作品の「フレックノー（"Flecknoe"）」や「オランダの性格（"The Character of Holland"）」といったものがある。

## 生涯

### 若年期
マーヴェルは、イースト・ライディング・オブ・ヨークシャーのウィネステッド、キングストン・アポン・ハルの近くで生まれ、同名のイングランド国教会の聖職者の息子として生まれた。 彼の家族は、マーヴェルの父親がキングストン・アポン・ハルにあるホーリー・トリニティ教会で特任講師をしていた時にハルに引っ越した。マーヴェルはハル・グラマースクールで教育を受けた。ハルにある学校、アンドルー・マーヴェルビジネスアンドエンタープライズカレッジは、彼にちなんで名付けられている。
13歳の時、マーヴェルはケンブリッジ大学トリニティ・カレッジに通い、最終的に学士号を取得した。ゴドフリー・ネラーに宛てられたマーヴェルの肖像画が、トリニティ・カレッジの収蔵物として掛けられている。
後に、1642年の中頃からマーヴェルはおそらくヨーロッパ大陸を旅したものと思われる。彼は貴族がグランドツアーに行く際の教師としての役目を果たしたものと思われるが、これに関しては事実ははっきりしていない。イングランドで内戦が勃発したとき、マーヴェルは1647年までヨーロッパ大陸に留まったと見られている。1645年に彼はローマにいて、後にジョン・ミルトンが伝えたことによると、そのころにはマーヴェルはフランス語、イタリア語、スペイン語を含む4つの言語を習得していた。マーヴェルがこの旅でどこへ行ったのかは、このローマ以外は明らかになっていない。

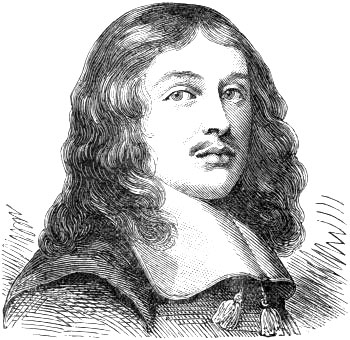
アンドルー・マーヴェル(1621–1678)

### 初めての詩と、ナン・アップルトンでの時
マーヴェルの最初の詩は、ラテン語とギリシャ語で書かれていて、彼がまだケンブリッジにいる頃に出版された。疫病の到来を嘆き、チャールズ1世と王妃ヘンリエッタ・マリアの間に子供が生まれたことを祝福する詩であった。マーヴェルがチャールズ1世が1649年1月30日に処刑されたことによって生じた空位期間における政治制度に共鳴するようになったのは、後になってからの事であった。1650年の始めに書かれた政治的詩である「ホラティウス風頌歌」は、たしかにオリバー・クロムウェルのアイルランドからの帰還を祝っているが、チャールズ1世の死を嘆いたものである。
およそ1650年から1652年の間、マーヴェルはトーマス・フェアファクスの娘の家庭教師をしていた。そのころフェアファクスはクロムウェルに総司令官の座を譲ったばかりであった。その期間、ヨークの近くにあるナン・アップルトン・ホールに住んでいて、詩を書くことをやめてはいなかった。その詩の一つ、『アップルトン屋敷に寄せて、フェアファクス卿に向けて』では、戦争と政治的変化の真っただ中のフェアファクスとマーヴェル自身の置かれた状況を探求する方法として、屋敷の説明が使われている。おそらく、この時期に彼が書いた詩の中で最も有名なものは、『はにかむ恋人へ』であろう。

### 英蘭戦争とラテン語の書記としての採用
1653年の第一次英蘭戦争が起きようとしているころ、マーヴェルは風刺的作品、「オランダの性格」を書いた。そのころのオランダのステレオタイプを「酔っぱらっていて、下品だ」と罵った。この詩のなかで、マーヴェルは「この消化済みの、海の嘔吐物が、オランダに降ってきたのは妥当だ」と書いている。
1653年に、マーヴェルはクロムウェルの後見人であるウィリアム・ダットンの家庭教師となり、彼と一緒に住むためにイートンにあるジョン・オクセンブリッジの家に引っ越した。オッセンブリッジはバミューダ諸島に2度旅しており、そのことがマーヴェルが「バミューダ（Bermudas）」という詩を書くきっかけになったと考えられている。マーヴェルは、このときから護国卿となったクロムウェルを称える詩もいくつか書いている。1656年には、マーヴェルとダットンはフランスに旅し、プロテスタントの学校、アカデミーオブソミュールを訪れた。
1657年にマーヴェルは、そのころにはすでに目が見えなくなっていたミルトンに、クロムウェルの国務会議のためのラテン語の秘書として奉公した。この時の給料は1年に200ポンドであり、これは当時としては十分な財政的援助を得たことを意味していた。クロムウェルは1658年に死去、護国卿は息子であるリチャード・クロムウェルが引き継いだ。1659年には、マーヴェルは第三議会にキングストン・アポン・ハル選挙区で議員として選出された。彼の議員時代の日給は6シリングと8ペンスであり、この資金は彼の選挙区からの寄付金であった。彼は1660年に、同じ選挙区で仮議会の議員に再選出された。

### 王政復古後

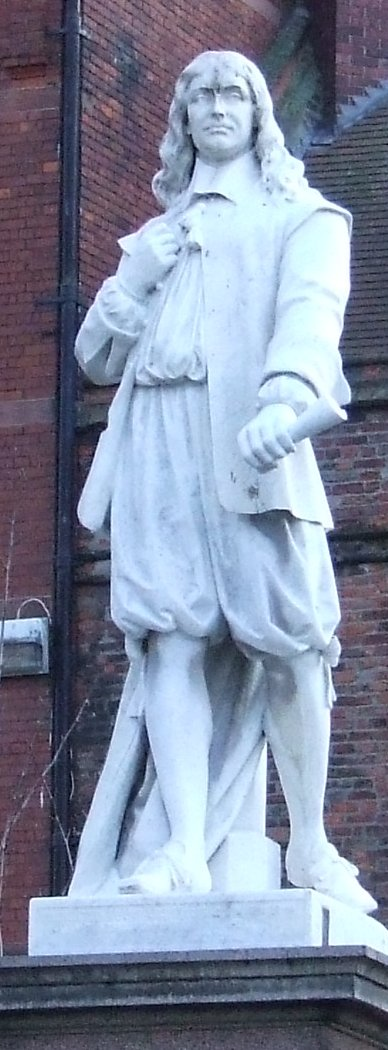
キングストン・アポン・ハルにあるアンドルー・マーヴェルの像

1660年、共和制が瓦解してチャールズ2世のもとで王政復古がなされた。マーヴェルは共和制に協力したことによる罰則を逃れ、チャールズ2世の政府がミルトンを、君主制に反対するような文章を書いたことや革命的な行動について咎めないように説得した。ミルトンとマーヴェルがいかに親密であったかは、マーヴェルが雄弁な前書きとなる詩、『ミルトンの失楽園によせて』を、ミルトンの叙事詩の第2版、『失楽園』にあてて書いたことからも分かる。伝記作家によると「自己保存の技に卓越しているが、おべっか使いではない」。
1661年には、マーヴェルは再びキングストン・アポン・ハルで騎士議会の議員に選出された。彼は裁判所の腐敗に対して長く、痛烈な風刺詩をいくつか書くようになった。手稿の形で流通していたが、いくつか匿名で、印刷物としてのものも発見されている。それらは政治的にあまりにも繊細な内容で、それゆえ危険であったので、彼の死後十分な時間がたつまでは、彼の名のもとに公開されるのは危険であった。マーヴェルは王党とは対立的な立場をとっており、王党を匿名で風刺した。1667年に書かれた彼の長い風刺的韻文、『画家に送る最後の助言』で、マーヴェルは第二次英蘭戦争でのイングランドの失敗につながった政治的腐敗について書いている。この詩は、1688年から1689年の間に起った名誉革命が終わるまで、印刷物として出版されることはなかった。この詩では、架空の画家に、適切な自衛軍がなく、知性と勇気にかけた人物がリーダーを務め、腐敗して堕落した裁判所を持ち、不誠実な役人がいる国をどのようにして描くかを指導している。
1659年から1678年に死を迎えるまで、マーヴェルは船長の同業組合、トリニティ・ハウスのためのロンドン代理人として働いた。彼は2つの仕事で大陸へ行った。一つはオランダへ、そしてもう一つは周囲の国々であるロシア、スウェーデン、デンマークであった。彼はいくらかの時間をノースロンドンにあるハイゲート・ヒルのコテージで過ごしており、そこには彼が過ごした時間が記念額に記録されている。近くにあるローダーデールハウスにある花に囲まれた日時計は、彼の詩『庭』の一節が刻まれている。
彼は1678年に、ハルの昔の有権者たちとの一般集会に参加している間に、急死した。それまで彼の健康状態は非常によかったため、多くの人は、政治的、あるいは宗教的な敵のうちの誰かに毒を盛られたと考えている。マーヴェルは、ロンドンの中心街にあるセントジャイルズ・インザフィールド教会に埋葬されている。

## 散文体の作品
マーヴェルは匿名で散文の風刺作品も書き、君主制とカトリックの教義を批判したり、ピューリタンの非国教徒を擁護したり、検閲を批判したりした。
サミュエル・パーカーを批判したThe Rehearsal Transpros'dは、2つに分かれており、それぞれ1672年と1673年に出版された。
1676年に、イングランドの狭量を批判したMr. Smirke; or The Divine in ModeはShort Historical Essay, concerning General Councils, Creeds, and Impositions, in matters of Religionとともに出版された。1677年の後半に出版されたマーヴェルの論説である、An Account of the Growth of Popery and Arbitrary Government in Englandでは、イングランド政府とカトリックを痛烈に批判している。1678年に匿名で出版された（「あるプロテスタント」という名前だった）、ジョン・ハウを彼の同僚である非国教徒、厳格なカルヴァン派の信者、トーマス・ダンソンの攻撃から守るための作品も、おそらくマーヴェルによるものである。これの全タイトルは、 Remarks upon a late disingenuous discourse, writ by one T.D. under the pretence de causa Dei, and of answering Mr. John Howe's letter and postscript of God's prescience, &c., affirming, as the Protestant docrine, that GOd doth by efficacious influence universally move and determine men to all their actions, even to those that are most wicked　である。

## 概説
マーヴェルが議会派になっていたといっても、ピューリタンであったわけではない。彼は若いころにカトリックに軽く触れ、30代の時に（ソミュールを訪れた時に）「重要なイングランド人のイタリア風マキャヴェッリ主義者」と言われた。彼の生涯において、散文の風刺作品のほうが、韻文より圧倒的によく知られていた。

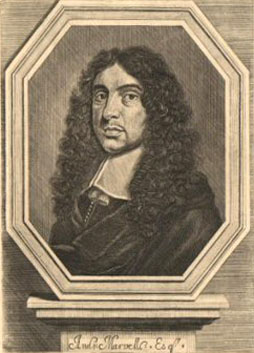
アンドルー・マーヴェル

ヴィンセント・パルミエリはマーヴェルが、彼の生前の決して揺るがない正直さや死期における貧困につけて、時々「イギリスのアリステイデス」と言われることに言及した。彼の作品の多くは、彼の死後3年となる1681年に、彼の家政婦であるメアリー・パーマーのコレクションから出版された。マーヴェルの死後、彼女は1667年にこっそりとマーヴェルと結婚していて、自分が彼の妻であるという疑わしい主張をしていた。

## 関連図書
- Kenneth R. Friedenreich (ed), Tercentenary Essays in Honor of Andrew Marvell (Hamden CT, 1978).
- A. B. Chambers, Andrew Marvell and Edmund Waller: Seventeenth-Century Praise and Restoration Satire (University Park, PA, 1991).
- Nicholas McDowell, Poetry and Allegiance in the English Civil Wars: Marvell and the Cause of Wit (Oxford, OUP, 2008).
- Nigel Smith, Andrew Marvell: The Chameleon (New Haven, CT, 2010) ISBN 978-0-300-11221-4.
- Will Davenport features Andrew Marvell as a character in his novel about Rembrandt: 'The Painter' (HarperCollins) ISBN 0-00-651460-X
- Warren L. Chernaik, The poet's time: politics and religion in the work of Andrew Marvell. Cambridge University Press 1983.